# Bouffée de chaleur
Les bouffées de chaleur (également appelées sueurs nocturnes lorsqu’elles surviennent la nuit) représentent l’un des symptômes de la modification du taux d’hormones considérée comme caractéristique de la ménopause,.

## Description
Les bouffées de chaleur, symptôme fréquent de la ménopause et de la péri-ménopause, se manifestent typiquement par une sensation de chaleur intense s’accompagnant d’une transpiration, d’un rythme cardiaque élevé, de picotement dans tout le corps et peuvent durer typiquement de deux à trente minutes à chaque fois. La sensation de chaleur se manifeste habituellement en premier lieu au niveau du visage ou du thorax, bien qu’elle puisse être ressentie au niveau d’autres parties du corps telles que le dos ou le cou, et peut progressivement envahir le corps tout entier. Certaines femmes s’évanouissent lorsque ces effets sont très importants. Outre la sensation de chaleur interne, la surface de la peau devient chaude au toucher, particulièrement au niveau du visage. La sensation de chaleur s’accompagne souvent d’un rougissement visible du visage. Des bouffées de chaleur excessives peuvent provoquer une acné rosacée.
Les bouffées de chaleur peuvent survenir quelques fois par semaine ou bien de manière constante tout au long de la journée, leur fréquence diminuant avec le temps. Les premières bouffées de chaleur peuvent survenir plusieurs années avant le début de la ménopause et le problème peut persister durant des années après la ménopause. Certaines femmes en phase de ménopause ne présentent aucune bouffée de chaleur. D’autres présentent des bouffées de chaleur peu fréquentes ou de faible intensité. Les femmes qui souffrent le plus de ce symptôme présentent des dizaines de bouffées de chaleur par jour. Par ailleurs, les bouffées de chaleur sont souvent plus fréquentes et plus intenses lorsqu’il fait chaud ou lorsque la personne se trouve à l’intérieur d’une pièce surchauffée, la chaleur environnante semblant influencer les bouffées de chaleur elles-mêmes en les rendant à la fois plus probables et plus intenses.
Des bouffées de chaleur intenses peuvent induire des difficultés à réaliser des nuits de sommeil complètes (insomnie fréquente), ce qui en retour peut affecter l’humeur, induire des troubles de la concentration et engendrer d’autres problèmes physiques. Les bouffées de chaleur survenant la nuit sont appelées « sueurs nocturnes ». Le taux d’œstrogènes étant typiquement plus faible la nuit, certaines femmes souffrent de sueurs nocturnes alors qu’elles ne présentent aucune bouffée de chaleur durant la journée.

## Types de bouffées de chaleur
Certaines femmes ménopausées peuvent présenter à la fois des bouffées de chaleur classiques et un second type de bouffées appelées parfois «bouffées de chaleur lentes». Les bouffées de chaleur classiques surviennent rapidement, atteignant parfois une intensité maximale en une minute seulement. Elles perdurent à une intensité maximale durant quelques minutes seulement avant de disparaître progressivement.
Les « bouffées de chaleur lentes » surviennent avec une rapidité quasi similaire mais sont moins intenses et durent pendant environ une demi-heure. Chez les femmes qui en souffrent, elles peuvent survenir tout au long de l’année, et non principalement durant l’été, et peuvent persister des années après la disparition des bouffées plus intenses.

## Chez les jeunes femmes
Il arrive que les jeunes femmes en période de menstruation ou en période prémenstruelle (cette dernière dure en général une semaine) présentent des bouffées de chaleur et/ou des sueurs froides. Généralement, ces épisodes ne durent pas longtemps et sont caractérisés par des sensations de chaleur ou de froid ressenties alternativement dans un laps de temps très court n’excédant pas une minute. Les bouffées de chaleur et sueurs froides observées chez les jeunes femmes ont tendance à survenir seulement durant les périodes prémenstruelle ou de menstruation (périodes durant lesquelles le taux d’œstrogènes est typiquement au plus bas). Si, chez une jeune femme, ces bouffées ou sueurs surviennent à d'autres moments du cycle menstruel, il se peut alors qu’elles soient le symptôme d’une pathologie de l’hypophyse ; consulter un médecin est alors vivement recommandé.
Chez les jeunes femmes ayant subi une ménopause chirurgicale, les bouffées de chaleur sont généralement plus intenses que chez les femmes plus âgées et peuvent persister jusqu’à l’âge normal de survenue de la ménopause.

## Traitement

### Le traitement hormonal substitutif
Le traitement hormonal substitutif (THS), qui repose sur l'administration de médicaments contenant un œstrogène ou un œstrogène associé à un progestatif, était le traitement le plus fréquemment prescrit dans le traitement des bouffées de chaleur jusqu’à la publication de deux études à grande échelle montrant que le THS provoque une augmentation du risque d’attaque, de crise cardiaque, de formation de caillots sanguins et de cancer du sein chez la femme. Depuis la publication de ces résultats, on recommande aux femmes sous THS l’utilisation de ce traitement à sa dose minimale et pour une durée aussi courte que possible.
La Food and Drug Administration (FDA) aux États-Unis, ainsi que les groupes de défense de la santé des femmes recommandent l'essai de traitements alternatifs au THS dans la prise en charge de première ligne des femmes souffrant de bouffées de chaleur incommodantes.

### Modulateurs sélectifs des récepteurs aux œstrogènes (SERM)
Les modulateurs sélectifs des récepteurs aux œstrogènes (SERM) sont une catégorie de médicaments agissant de manière sélective, soit comme agonistes, soit comme antagonistes, sur les différents récepteurs œstrogéniques du corps. Les phyto-SERM sont des SERM d’origine naturelle, ce qui leur confère une sûreté relativement meilleure comparé à d’autres types de traitements. DT56a est un phyto-SERM efficace utilisé pour soulager les bouffées de chaleur. Il exerce un effet agoniste sur les récepteurs œstrogéniques localisés dans le cerveau, réduisant ainsi les bouffées de chaleur, mais parallèlement n’exerce aucun effet sur les récepteurs œstrogéniques du sein et de l’utérus,, ce qui en fait un composé sûr.

### Inhibiteurs sélectifs du recaptage de la sérotonine (ISRS)
Les ISRS sont une classe d’antidépresseurs utilisés le plus souvent dans le traitement de la dépression et de certains troubles de la personnalité. Leur efficacité dans le soulagement des bouffées de chaleur a été démontrée. Les ISRS s’accompagnent souvent d’effets indésirables tels que des nausées et des maux de tête.

### Modifications des habitudes alimentaires
On pense que des modifications des habitudes alimentaires, parmi lesquelles une augmentation de la consommation de phytoestrogène tels que le soja, le trèfle violet, l'actée à grappes (Cimicifuga racemosa) ou encore l’igname, peuvent induire un soulagement des bouffées de chaleur. D’autres modifications des habitudes alimentaires pourraient aussi avoir un effet positif dans le soulagement des bouffées de chaleur. Ces modifications comprennent entre autres un régime alimentaire évitant alcool, caféine, chocolat, boissons chaudes et plats chauds ou épicés. Soulignons que l’emploi de l'actée à grappes a été associé à des effets indésirables graves sur la fonction hépatique.

## Autres
Des scientifiques ont émis l’hypothèse selon laquelle les bouffées de chaleur seraient moins fréquentes chez les femmes asiatiques, potentiellement en raison du fait que leur régime alimentaire est riche en soja,.
Chez les hommes, les bouffées de chaleur pourraient représenter un signe potentiel d’hypotestostéronémie. Les hommes castrés peuvent également souffrir de bouffées de chaleur,,. Chez les hommes souffrant d’un cancer de la prostate et observant une hormonothérapie à base d’anti-androgènes (antagonistes des androgènes), thérapie réduisant le taux de testostérone à un niveau de castration, les bouffées de chaleur peuvent représenter l’effet indésirable le plus fréquent.